# Схерпензел (Гелдерланд)
Схерпензел (нід. Scherpenzeel, нід. вимова: [ˈsxɛrpə(n)ˌzeːl] ( прослухати)) — муніципалітет і місто у Нідерландах, у провінції Гелдерланд.

## Топографія
Топографічна карта Схерпензела